# Georg von Derfflinger
Georg von Derfflinger (Neuhofen an der Krems, 20 marzo 1606 – Gusow-Platkow, 14 febbraio 1695) fu un feldmaresciallo del Brandeburgo durante la Guerra dei trent'anni (1618–1648).

## Inizi
Nato nel 1606 a Neuhofen an der Krems, in Alta Austria, da una povera famiglia protestante, Derfflinger dovette lasciare la sua casa in seguito a persecuzioni religiose. Servì gli eserciti di molte potenze differenti, per la maggior parte del tempo la Svezia. Fu un abile e coraggioso comandante di cavalleria e si guadagnò la fama di grande condottiero, che portò l'Elettore del Brandeburgo, Federico Guglielmo, ad offrirgli una posizione di comando nel suo esercito.

## Personalità
Si sposò nel 1646 con un'ereditiera della nobiltà Brandemburghese che gli garanti ampi possedimenti che si aggiunsero a quelli ricevuti per meriti di guerra. Derfflinger non ricevette un'educazione formale, nominato per valore ai più alti vertici dell'esercito, riformò la cavalleria e l'artiglieria del Brandeburgo. Ebbe una relazione conflittuale con l'Elettore Federico Guglielmo, fino a rassegnare le dimissioni. Dietro le richieste di Guglielmo di tornare a suo servizio, rispose con una lunga lista di richieste, fra le quali, il diritto di essere il solo in testa alla carica della cavalleria e di ricevere una percentuale sulle razzie e sui riscatti degli ufficiali nemici fatti prigionieri.

## Comandante dell'esercito brandeburghese
Nel 1674 Derfflinger fu nominato Reichsfreiherr. Un anno dopo, il suo commando fu decisive nella sconfitta degli svedesi e la loro cacciata dal Brandeburgo nel 1675. Riuscì, grazie alla sorpresa, ad espugnare la fortezza di Rathenow, con una forza di soli 7.000 cavalieri e 1.000 moschettieri. Comandò l'esercito anche nella battaglia di Fehrbellin (18 giugno, 1675) , dove ottenne una decisive vittoria contro gli svedesi di Carlo XI di Svezia. La sua ultima campagna fu nel 1690 contro il re Luigi XIV di Francia quando aveva già 84 anni. Derfflinger morì a Gusow-Platkow.